# Helión
El helión es el núcleo del átomo de helio-3, uno de los dos isótopos estables del helio. El helión está formado por dos protones y un neutrón. 
De acuerdo a CODATA, la masa de un helión es 5,006 412 149 × 10–27 kg.